# Xã Sandoval, Quận Marion, Illinois
Xã Sandoval (tiếng Anh: Sandoval Township) là một xã thuộc quận Marion, tiểu bang Illinois, Hoa Kỳ. Năm 2010, dân số của xã này là 2.322 người.